# Borislav Mikelić
Borislav Mikelić (Dobrljin, 13. rujna 1939. – Beograd, 12. svibnja 2018.), bivši hrvatski i srbijanski gospodarstvenik i bivši predsjednik Vlade Republike Srpske Krajine.

## Životopis
Borislav Mikelić rodio se je 13. rujna 1939. godine u tadašnjoj Kraljevini Jugoslaviji, u Dobrljinu, pored Bosanske Kostajnice (sadašnja Bosna i Hercegovina). Tijekom 2. svjetskog rata, njegova uža i šira obitelj je teško stradala, kako u Jasenovcu, tako i direktnom likvidacijom. Kao siroče, odrastao je u sirotištima u Sloveniji i Hrvatskoj. Pored ovih okolnosti, uspio je steći zvanje grafičkoga inženjera. Radio je kao ručni slagar, tehnički rukovodilac i rukovodilac OUR-a u Radnoj organizaciji »Privreda« u Petrinji, a u razdoblju od 1959. do 1974. godine. Od 1974. do 1978. bio je na dužnosti sekretara petrinjskoga Općinskog komiteta SKH.

## Politika i gospodarstvo
U srednjoj školi bio je predsjednikom školskoga komiteta Saveza socijalističke omladine Hrvatske, predsjednikom SSOH petrinjske općine, članom Kotarskoga komiteta SKH, odbornikom Skupštine općine, članom Općinskoga komiteta SKH, te članom Statutarne komisije SK Hrvatske. Bio je i članom predsjedništva Konferencije SKH Zajednice općina i predsjednikom Komisije za ideološko-politička pitanja Konferencije SKH Zajednice općina Sisak, te delegatom u Vijeću općina Sabora Socijalističke Republike Hrvatske i članom Komisije Centralnoga komiteta Saveza komunista Hrvatske za djelovanje komunista u političkom sistemu.
Dužnost predsjednika Skupštine općine Petrinje obnašao od 1978. do 1982. godine. U 1980-im godinama 20. stoljeća, do pred početak Domovinskoga rata, bio je direktor mesne industrije Gavrilović u Petrinji (predsjednik Poslovodnog odbora Složene organizacije udruženoga rada »Gavrilović«, Petrinja). U tom je razdoblju bio i predsjednikom uprave nogometnoga kluba Mladosti i tada je klub ostvario svoj najveći uspjeh u povijesti (plasman u Drugu saveznu ligu). Član Centralnoga komiteta  Saveza komunista Hrvatske postao je na Desetom kongresu Saveza komunista Hrvatske, 1986. godine. Godine 1988. bio je kandidatom za člana CK SKJ iz SKH, na listi evidentiranih kandidata utvrđenoj na 22. sjednici CK SKH održanoj 19. prosinca 1988., a članom Centralnoga komiteta Saveza komunista Jugoslavije postao je mjeseca travnja 1989. godine.
Pojavom višestranačja u Jugoslaviji, odbija se, kao član SKH i SKJ, prikloniti Račanovoj SKH-SDP, ali se nije priklonio ni Raškovićevom SDS-u, te osniva Socijalističku partiju Hrvatske – Partiju jugoslavenske orijentacije koja se 1991. priključuje Savezu komunista – Pokretu za Jugoslaviju.
Iz Petrinje u Beograd otišao je u siječnju 1991. godine, kada postaje savjetnikom u poduzeću Progres Mirka Marjanovića (budućega predsjednika Vlade Republike Srbije). Bio je imenovan i na mjesto potpredsjednika nogometnog kluba Partizan.
U politiku se vraća krajem 1993. godine, kada ga Slobodan Milošević postavlja za šefa izborne kampanje Milana Martića za predsjednika RSK. Od 21. travnja 1994. do 28. svibnja 1995. godine obnašao je dužnost predsjednika Vlade Republike Srpske Krajine (iako je formalno na toj dužnosti bio do 27. srpnja). Bio je jedan od zagovornika pregovora s Hrvatskom. Iako je zagovarao "ujedinjenje srpskih zemalja" (Srbija, Crna Gora, Republika Srpska i Republika Srpska Krajina), smatrao je da se Plan Z-4 može uzeti u razmatranje, kao osnova pregovora između Knina i Zagreba. Tijekom 1994. godine je nekoliko puta dolazio u Zagreb, ali su njegovi tadašnji pokušaji opstruirani od strane ostalih vlastodržaca u RSK. Kao predsjednik Vlade, potpisao je Gospodarski sporazum između RSK i Hrvatske, kojim je započeta normalizacija odnosa između hrvatskih Srba i vlasti u Zagrebu. Protivio se ujedinjenju Republike Srpske Krajine i Republike Srpske, bez da se ujedine s "ostatkom srpskih zemalja", odnosno SR Jugoslavijom (Srbijom i Crnom Gorom). Tijekom mandata njegove Vlade, gospodarstvo RSK je bilo u uzlaznoj putanji (otvarana su radna mjesta, uvećane su devizne i robne rezerve, mesna industrija Gavrilović je proradila...).
Nakon Oluje, ponovno se seli u Beograd, gdje postaje predstavnik povjerenstva za izbjeglice, a također se vraća na mjesto savjetnika u poduzeću Progres. Kasnije osniva mesnu industriju Galames.

## Nagrade i priznanja
Odlikovan je Ordenom zasluga za narod sa srebrnom zvijezdom i Ordenom bratstva i jedinstva sa srebrnim vijencem. Dobitnikom je Zlatne značke Saveza socijalističke omladine Hrvatske, Zlatne plakete »5. svibanj 1945« i Priznanja Republičke konferencije Socijalističkoga saveza radnoga naroda Hrvatske.

## Optužbe za ratni zločin
U rujnu 1991. godine, srpske formacije zauzimaju Petrinju, te hrvatske vlasti podižu optužnicu protiv Mikelića smatrajući ga najodgovornijim za stradanje hrvatskih policajaca i civila. Sud u Sisku ga je 1993. godine u odsustvu osudio na 20 godina zatvora. 2004. godine zatražio je reviziju ovog postupka, te u kasnijem ponovljenom postupku (započetom 2011. godine pred Županijskim sudom u Zagrebu), optužnica biva odbačena (za zločine koji su se njemu stavljali na teret u međuvremenu je osuđen tadašnji zapovjednik petrinjskog garnizona bivše JNA Slobodan Tarbuk).

## Optužbe za umješanost u ubojstvo Zorana Đinđića
Zbog navodne umješanosti u ubojstvo srbijanskog premijera Zorana Đinđića, 2003. godine biva uhićen pod pretpostavkom da je bio posrednik između kriminalnih organizacija koje su izvršile atentat i poslovnih krugova iz Republike Srpske. U pritvoru je proveo 3 mjeseca, od čega 45 dana u samici. Odlukom Vrhovnog suda Republike Srbije, pušten je na slobodu.

## Smrt
Borislav Mikelić je umro 12. svibnja 2018. godine u Beogradu,  u 79. godini života.